# 히코우시노오키미
히코우시노오키미(彦主人王)는 일본서기에 등재된 고대 일본의 황족이다. 게이타이 천황의 부친, 오진 천황은 히코우시노오키미의 고조부이다. 부친은 오이노오키미.